# How Does That Grab You?
How Does That Grab You? —en español: ¿Qué te parece?— es el segundo álbum de estudio de la cantante estadounidense Nancy Sinatra, publicado en 1966. Tras el gran éxito del álbum Boots. El sencillo How Does That Grab You, Darlin'?, alcanzó el número siete en el U.S. Billboard Hot 100 en abril de 1966, aun así el álbum es más conocido por Bang Bang segundo sencillo del álbum, escrito por Sonny Bonno y primeramente interpretado por la actriz Cher, Bang Bang se convirtió en uno de los temas más representativos de Nancy Sinatra junto al exitoso These Boots Are Made for Walkin'. Hasta la fecha el álbum ha vendido 500.000 copias y en su época alcanzó el #41 en Estados Unidos y un #17 en Inglaterra.

## Lista de canciones
1. Not The Lovin' Kind 3:06
2. The Shadow Of Your Smile 2:49
3. Sorry 'Bout That 2:56
4. Time 3:28
5. Sand (Junto a Lee) 3:43
6. Crying Time 3:30
7. My Baby Cried All Night Long 3:02
8. Let It Be Me 3:02
9. Call Me 2:48
10. How Does That Grab You, Darlin'? 2:30
11. Bang Bang (My Baby Shot Me Down) 2:39
12. The Last Of The Secret Agents 2:45
13. Until It's Time For You To Go 3:57
14. Lightning's Girl 2:53
15. Feelin' Kinda Sunday (Con Frank Sinatra) 2:51

## Certificaciones y ventas
| How Does That Grab You? | - Lanzamiento: 1966 - Discográfica: Reprise Records - Formato: CD, descarga digital - Calificación de Allmusic: · | 41 | 17 | 500 000 |